# 吉野林業
吉野林業（よしのりんぎょう）とは、奈良県中南部の吉野川（紀ノ川）上流（主に川上村、東吉野村、黒滝村）の地域で行われている林業のこと。長年日本全国の林業の模範とされてきた。吉野杉の産地として有名。

## 概要
植栽本数が1ha当たり8,000 - 10,000本という超密植が特徴である。その後弱度の間伐を数多く繰り返し、長伐期とする施工で行われてきた。当地方の木材は年輪幅が狭く、完満直通、無節、色目の良さなどから用材として高く評価されている。
吉野林業の歴史は古く、室町時代末期（1500年頃）に造林が川上村で行われた記録がある。一般に吉野の材が多量に搬出されるようになったのは、豊臣秀吉が大坂城や伏見城の建設を開始するなど、畿内の城郭建築、神社仏閣の用材としての需要が増加し始めた頃からである。その後江戸時代には幕府の直轄領となった。また江戸中期以降は酒樽に用いる木材である樽丸の生産が盛んになった。
こうした木材需要の増加に伴う生産供給の増加は山地の森林資源を減少させ、そこに造林の必要性を生じさせた。また吉野地方は山地が大半を占め耕地に乏しいことから、森林資源を維持培養し木材の販売で生活するほかなかった。しかしその伐出生産の過程では利益を得ることが少ない反面村に課せられる貢租は高く、一般村民には資本を蓄積する余裕はなかった。村としては租税の支払に窮し、郷内の有力者に林地を売却、また造林能力のある者にこれを貸し付けることによって造林を維持・促進させることを図った。しかし山村の住民にはこの造林地を維持する資力に欠けていたため、元禄年間（1700年）頃から吉野地方の商業の中心地であった下市・上市及び大和平野方面の商業資本の消費貸付を通じて借地林が発生、その中で外部の山林所有者が現地の住民に山林の管理を委ねる山守制度が発達し森林管理が行われてきた。
明治以降も造林面積は増加し戦後の木材ブーム時には隆盛を極めたが、バブル崩壊以降の吉野材の価格は低迷し、また後継者不足などから大きな岐路に立たされている。